# Andropogon sincoranum
Andropogon sincoranum är en gräsart som beskrevs av Stephen Andrew Renvoize. Andropogon sincoranum ingår i släktet Andropogon och familjen gräs. Inga underarter finns listade i Catalogue of Life.